# 12月16日
12月16日是公历一年中的第350天（闰年第351天），离全年结束还有15天。

## 大事记

### 20世紀以前
- 755年：唐朝藩鎮安祿山與其部將史思明以清君側之名發動叛亂，長達8年的內戰成為唐朝由盛轉衰的轉捩點。
- 1598年：萬曆朝鮮之役：陈璘指挥的中国明朝海军和朝鲜王朝海军在露梁海戰中联合击败了試圖攻打朝鮮的日本豐臣政權軍隊。
- 1653年：克伦威尔成为英吉利共和国的护国公，英国进入护国公时期。
- 1689年：英国国会通过《权利法案》，确立了人民拥有不可剥夺的民事和政治权利。
- 1707年：日本富士山發生至今最後一次大噴發，估計降下近8億立方公尺的火山灰。
- 1773年：十三殖民地居民不滿英國政府允許英國東印度公司壟斷茶葉貿易，將該公司運來的茶葉傾倒入海。
- 1838年：祖魯王國與移民先驅爆發“血河之戰（英语：Battle of Blood River）”。
- 1899年：意大利AC米兰足球俱乐部的前身米兰板球与足球俱乐部在米兰成立。

### 20世紀
- 1919年：香港華仁書院由耶穌會創立。
- 1920年：中國甘肅省發生地震矩規模8.5的強烈地震，造成273,400人死亡。
- 1937年：被侵华日军第13师团押送至南京市幕府山草鞋峡附近后，数万名中国军队战俘发起暴动，打死打伤第13师团官兵10多人。[1]
- 1938年：阿道夫·希特勒設立德意志母親十字獎章，這是為至少有四個孩子的德國母親而設的勳章。
- 1941年：大日本帝国军队从日占印度支那（英语：French Indochina in World War II）的军事港口——金兰湾登陆汶莱，随后短短不到7日便攻占了英属汶莱。这一天也是第一次婆罗洲战役的开端。
- 1944年：第二次世界大战：纳粹德国德意志国防军展开西方战线上发起的最后一次攻势，突出部之役爆发。
- 1964年：哈羅德·威爾遜提出英国的“大西洋核力量”方案。
- 1966年：聯合國大會採納“國際人權公約”。
- 1970年：《西班牙公约》签署。
- 1971年：巴基斯坦武装部队向东巴基斯坦政府投降，结束了孟加拉国解放战争与印巴战争。
- 1975年：日本航空422号班机在泰德·史蒂文斯安克雷奇國際機場因滑行道结冰而打滑，造成11人受伤。
- 1986年：哈薩克蘇維埃社會主義共和國發生傑勒托克桑事件釀成流血衝突。
- 1987年：卢泰愚当选韩国总统。
- 1989年：美国入侵巴拿馬。
- 1989年：中國民航（当时北京管理局已改组为中国国际航空）一架由北京飛往紐約的客機被騎劫迫降日本福岡。
- 1989年：罗马尼亚社会主义共和国政府试图驱逐异见者托克斯·拉茲羅离境的消息曝光后，蒂米什瓦拉发生一系列大规模抗议活动，演变成后来的罗马尼亚革命。
- 1991年：臺灣鐵路管理局南迴線全線通車，台灣環島鐵路網正式完成。
- 1997年：日本电视节目《神奇宝贝》中的节目画面造成了685名儿童出现类似癫痫发作的症状，此为3D龙事件。
- 1998年：美国和英国军队向伊拉克发动“沙漠之狐行动”，对伊拉克进行大规模的空袭。

### 21世紀
- 2012年：印度一名女性醫學生於德里乘坐公車時遭到毆打與輪姦，並於13日後死亡，導致印度各地陸續爆發大規模示威抗議。
- 2017年：台灣自從2008年改採單一選區兩票制後，第二次區域立委罷免案登場。時代力量籍的新北市第十二選舉區立委黃國昌遭安定力量聯盟發起罷免，並進入最後投票階段。最終結果為總投票人數7萬0924人，同意票為4萬8693人，不同意票2萬1748人，無效票483人，投票率為27.75%，依法罷免案遭否決。
- 2023年：缅甸文艺会在仰光大金寺举行“和平之路，万灯祈福”庆祝第十届“一带一路”国际日仰光站活动，仰光站活动是东盟民间庆祝第十届“一带一路”国际日的重要组成部分。[2]

## 出生
- 1485年：阿拉貢的凱瑟琳，英國國王亨利八世第一任王后。（1536年逝世）
- 1742年：格布哈德·列博萊希特·馮·布呂歇爾，普魯士元帥。（1818年逝世）
- 1770年：路德維希·凡·貝多芬，德國古典音樂作曲家。（1827年逝世）
- 1775年：，英國小說家。（1817年逝世）
- 1775年：弗朗索瓦-阿德里安·布瓦爾迪厄，法國作曲家。（1834年逝世）
- 1790年：利奥波德一世，比利時國王。（1865年逝世）
- 1831年：托馬斯·瓜迪亞·古鐵雷斯，哥斯大黎加政治人物，第8、11任哥斯大黎加總統。（1882年逝世）
- 1834年：里昂·瓦爾拉斯，法國经济學家。（1910年逝世）
- 1859年：高須治輔，日本翻譯家。（1909年逝世）
- 1863年：喬治·桑塔亞那，西班牙裔美國哲學家、散文家、詩人、小說家。（1952年逝世）
- 1866年：，俄罗斯抽象派畫家、美術理論家。（1944年逝世）
- 1872年：安東·伊萬諾維奇·鄧尼金，俄國將領。（1947年逝世）
- 1877年：蟹江冬藏，日本陸軍少將。（1964年逝世）
- 1882年：，匈牙利作曲家、民族音樂收集家、語言學家、音樂教育家、哲學家。（1967年逝世）
- 1882年：瓦尔特·迈斯纳，德國工程物理學家。（1974年逝世）
- 1888年：亞歷山大一世，南斯拉夫王國首任國王。（1934年逝世）
- 1888年：張七郎，臺灣醫師，二二八事件受難者。（1947年逝世）
- 1888年：阿爾方斯·朱安，法國遠征軍總司令、法軍總參謀長。（1967年逝世）
- 1896年：安娜·安德森，最為知名羅曼諾夫王朝成員假冒者。（1984年逝世）
- 1899年：諾埃爾·科沃德，英國演員、劇作家、流行音樂作曲家。（1973年逝世）
- 1901年：瑪格麗特·米德，美國人类學家。（1978年逝世）
- 1902年：柳寬順，韓國獨立運動家，被譽為大韓民國的聖女貞德。（1920年逝世）
- 1902年：拉斐爾·阿爾韋蒂，西班牙詩人。（1999年逝世）
- 1905年：皮亞特·海恩，丹麥科學家、數學家、發明家、詩人、作家。（1996年逝世）
- 1917年：亞瑟·查理斯·克拉克，英國發明家、科幻小說家。（2008年逝世）
- 1920年：霍華德·哈里·羅森布羅克，英國控制理論家。（2010年逝世）
- 1927年：平田昭彥，日本演員。（1984年逝世）
- 1928年：菲利普·狄克，美國科幻小說家。（1982年逝世）
- 1928年：郭祖榮，中國作曲家。
- 1932年：林昭，中國右派分子，民主人士。（1968年逝世）
- 1932年：羅季翁·康斯坦丁諾維奇·謝德林，蘇聯、俄羅斯作曲家。
- 1932年：昆丁·布雷克，英國插畫家、卡通畫家、兒童繪本作者。
- 1937年：伊藤嘉彥，日本化學家。（2006年逝世）
- 1937年：玉澤德一郎，日本政治人物。
- 1938年：麗芙·烏曼，挪威電影演員、作家、導演。
- 1943年：五百旗頭真，日本政治學者、歷史學者。（2024年逝世）
- 1944年：歷蘇，納米比亞荒野農夫，參演1980年電影《上帝也瘋狂》走紅。（2003年逝世）
- 1946年：湯·史頓，美國電影攝影師。
- 1947年：吳乃仁，臺灣政治人物。
- 1948年：向華強，香港演員。
- 1952年：梁家榮，香港傳媒人。
- 1955年：山德·貝克利，美國男演員。
- 1958年：聶秉賢，台灣演員。
- 1961年：中山七里，日本小說家、推理作家。
- 1961年：沙恩·布萊克，美國電影演員、導演、編劇。
- 1962年：羅嘉良，香港男歌手、演員。
- 1963年：本傑明·布拉特，美國男演員。
- 1963年：詹姆士·曼格，美國電影導演、編劇。
- 1965年：犬山犬子，日本女演員、聲優。
- 1966年：克利福德·羅宾遜，美國NBA籃球運動員。
- 1966年：丹尼斯·韋斯，英格蘭足球領隊、足球員。
- 1967年：多諾萬·貝利，加拿大田徑運動員。
- 1967年：米蘭達·奥图，澳大利亞女演員。
- 1969年：雷軍，中國企業家，小米科技、金山軟件董事長。
- 1969年：亞当·里斯，美國天體物理學家，2011年諾貝爾物理學獎得主。
- 1969年：李姃垠，韓國女演員。
- 1970年：周嘉玲，香港女藝人。
- 1971年：小鐘，台灣男藝人。
- 1971年：保羅·凡戴克，德國電子舞曲DJ、音樂家和唱片製作人。
- 1972年：澤利科·卡拉奇，克羅埃西亞裔澳大利亞足球運動員。
- 1976年：艾瑞克·桑默斯，美國電視製片人、編劇。
- 1978年：約瑟夫·拉達波，美國醫生。
- 1977年：賀宇傑，臺灣男性配音員。
- 1977年：西爾萬·迪斯丁，法國足球運動員。
- 1979年：歐倩怡，香港女歌手、演員。
- 1979年：特雷弗·伊梅爾曼，南非職業高爾夫球選手。
- 1980年：龔鈺祺，台灣樂團蘇打綠鍵盘兼中提琴手。
- 1981年：朱俐靜，台灣歌手。（2022年逝世）
- 1981年：克萊斯汀·瑞特，美國女演員、模特兒。
- 1982年：全世賢，韓國女演員。
- 1983年：菊地美香，日本女性聲優、舞台演員。
- 1983年：凱蘭納·阿祖布克，美國职業籃足球運動員。
- 1983年：達尼埃爾·劳埃德，英格蘭女演員、美容師。
- 1984年：席歐·詹姆斯，英國男演員。
- 1985年：橘慶太，日本男子偶像團體w-inds.成員。
- 1986年：柄本佑，日本男演員。
- 1986年：DECO*27，日本詞曲作家、編曲家、吉他手。
- 1987年：金元壽子，日本女性聲優。
- 1987年：馬默·比萊姆·迪乌夫，塞內加爾足球運動員。
- 1988年：林晨樺，台灣職業棒球選手。
- 1988年：朴敘俊，韓國男演員、模特兒。
- 1988年：安娜·帕波維爾，英國演員。
- 1988年：馬特斯·胡梅爾斯，德國足球運動員。
- 1989年：譚杏藍，香港女歌手。
- 1989年：大塚琴美，日本女性聲優。
- 1989年：桐谷美玲，日本女演員、模特兒。
- 1990年：趙櫻子，中國女演員。
- 1990年：斯塔妮米拉·彼得羅娃，保加利亞女子拳擊運動員。
- 1991年：林哲熹，台灣男演員。
- 1993年：成珈瑩，香港女藝人。
- 1993年：小島藤子，日本女演員、模特兒、主持人。
- 1996年：塞爾希奧·雷吉隆，西班牙足球運動員。
- 1998年：周潔瓊，韓國女子偶像團體I.O.I、PRISTIN成員。
- 1999年：坂本舞白，韓國女子偶像團體Kep1er成員。
- 1999年：等什麼君，中國女歌手。
- 2001年：凱·塞納特，美國直播主、YouTuber。
- 生年不詳：武梨繪里，日本漫畫家
- 生年不詳：關根明良，日本女性聲優

## 逝世
- 604年：陳叔寶，陳宣帝陳頊長子，南朝陳第五任皇帝（553年出生）
- 705年：武则天，中国历史上唯一的女皇帝。（624年出生）
- 835年：李訓，唐朝官員。（789年出生）
- 1515年：阿方索·德·阿爾布克爾克，葡萄牙將軍、海軍上將、政治家。（1453年出生）
- 1598年：鄧子龍，明朝水师将领。（1531年出生）
- 1598年：李舜臣，朝鲜水军将领。（1545年出生）
- 1779年：後桃園天皇，日本第118代天皇。（1758年出生）
- 1796年：約翰·丹尼爾·提丟斯，德國天文學家。（1729年出生）
- 1884年：路易·亞歷山大·奧古斯特·謝夫羅拉特，第十四代德比伯爵，法國昆蟲學家。（1799年出生）
- 1916年：愛德華·皮爾遜·拉姆齊，澳大利亞動物學家。（1842年出生）
- 1916年：雨果·明斯特伯格，德裔美國心理學家。（1863年出生）
- 1921年：卡米爾·聖桑，法國作曲家。（1835年出生）
- 1922年：艾利澤·本-耶胡達，希伯來語辭書學家、新聞編輯人員。（1858年出生）
- 1939年：章用，中國數學史家，章士釗二子。（1911年出生）
- 1940年：歐仁·杜布瓦，荷蘭古人類學家。（1858年出生）
- 1945年：近衛文麿，日本政治家。（1891年出生）
- 1945年：恭廷惲，越南阮朝官員。（1897年出生）
- 1963年：罗荣桓，中國人民解放軍十大元帅之一。（1902年出生）
- 1965年：威廉·索默赛特·毛姆，英国作家。（1874年出生）
- 1966年：马连良，京剧表演艺术家。（1901年出生）
- 1968年：雙葉山定次，日本相撲力士，第35代橫綱。（1912年出生）
- 1975年：康生，中共中央副主席、全國人民代表大會常務委員會副委員長，「四人幫」追隨者。（1898年出生）
- 1980年：哈蘭德·桑德斯，美國企業家，肯德基創辦人。（1890年出生）
- 1993年：田中角荣，日本政治人物，第64、65任內閣總理大臣。（1918年出生）
- 2010年：陳文饒，越南革命活動家、教師、科學家、歷史學家、哲學家。（1911年出生）
- 2010年：賈施雅，香港法官、政治人物。（1924年出生）
- 2015年：加布雷·加布里奇，出生于克罗地亚的意大利田径运动员。（1914年出生）
- 2022年：斯尼薩·米哈伊洛維奇，前南斯拉夫足球員。（1969年出生）
- 2022年：湯鴻霄，中國環境工程師。（1931年出生）
- 2022年：何塞·马利亚·西松，菲律宾作家、活动家，菲律宾共产党建党主席，人民斗争国际联盟创始人。（1939年出生）
- 2022年：斯尼薩·米哈伊洛維奇，南斯拉夫前足球運動員。（1969年出生）
- 2023年：纳瓦夫·艾哈迈德·贾比尔·萨巴赫，科威特科威特埃米爾。（1937年出生）

## 节假日和习俗
- ：勝利日（英语：Victory Day (Bangladesh)）
- 巴林：国庆日
- ：獨立日
- 南非：和解日
- 一帶一路國際日[3]